# Bass Extremes
Bass Extremes es el nombre que se le da a una colección de obras musicales, llevados a cabo por dos conocidos bajistas: Victor Wooten y Steve Bailey.
En estas obras (dos CD) los bajistas han sido acompañados por el batería Derico Watson y por el bajista Oteil Burbridge.

## Discografía
- Cookbook (1998)
- Just Add Water (2001)